# کاردلا
کاردلا (به استونیایی: Kärdla) یکی از شهرک‌های کشور استونی است.
این شهرک در سال ۲۰۱۱ میلادی ۳٬۰۵۰ نفر جمعیت داشته است.

## نگارخانه

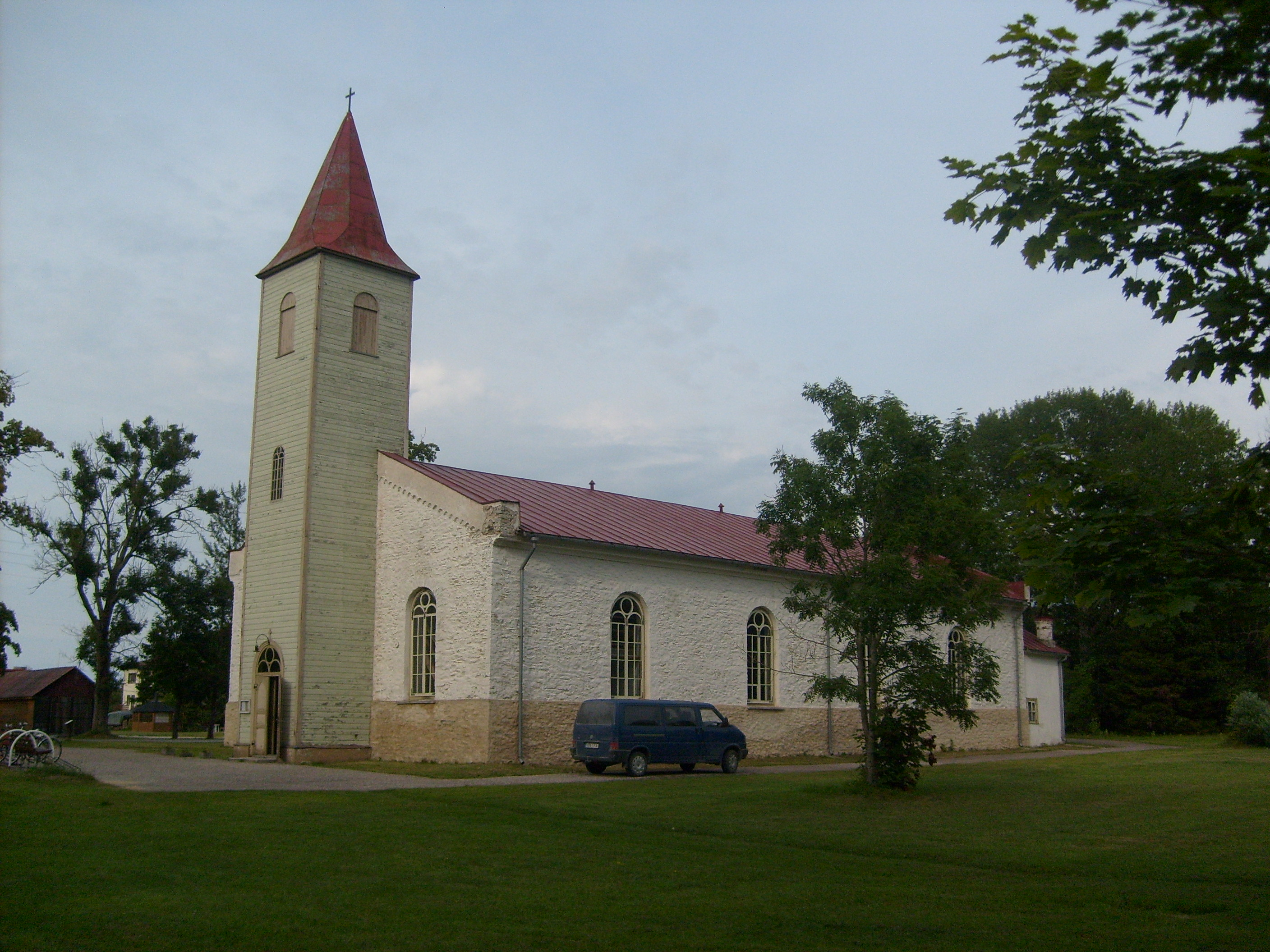
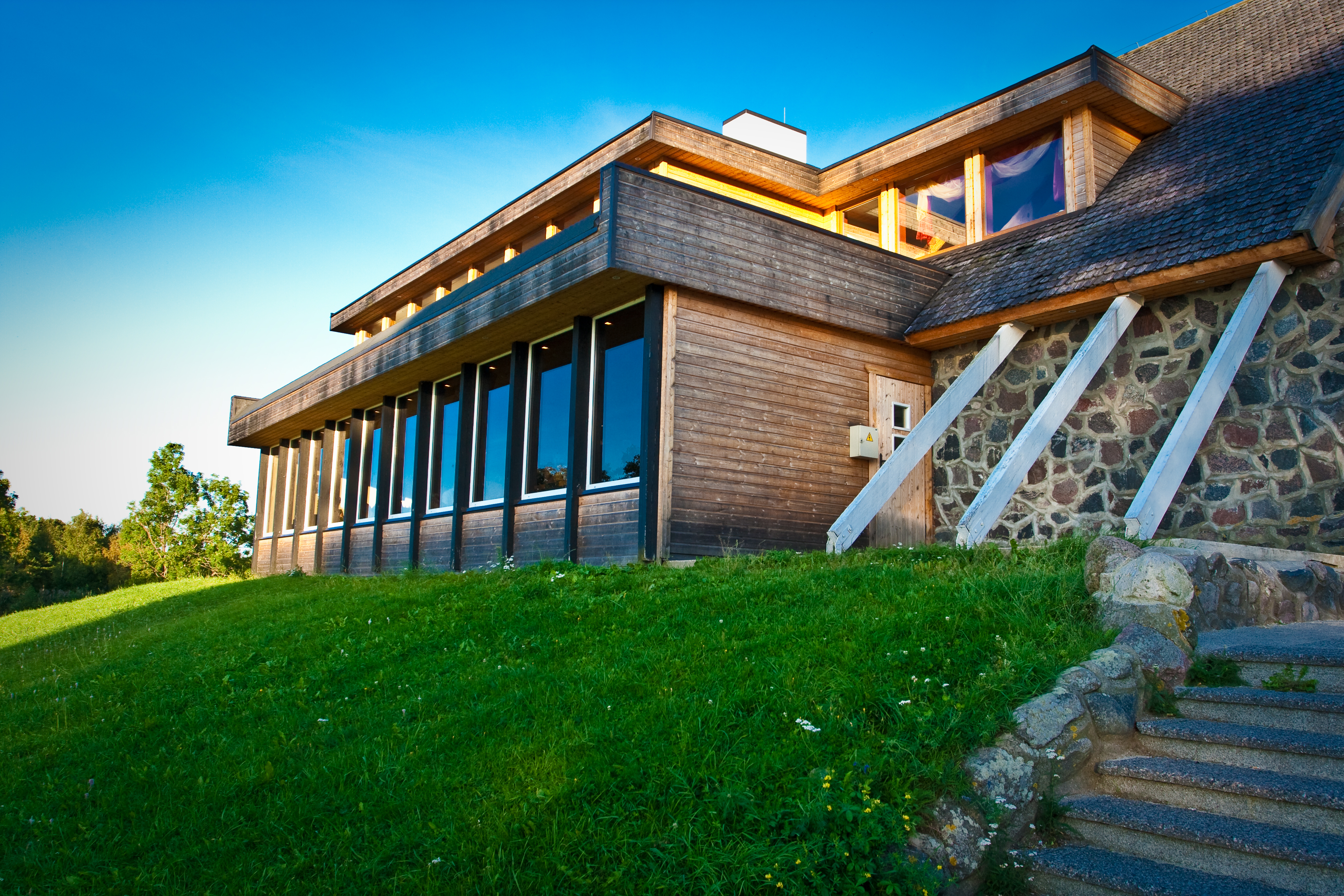
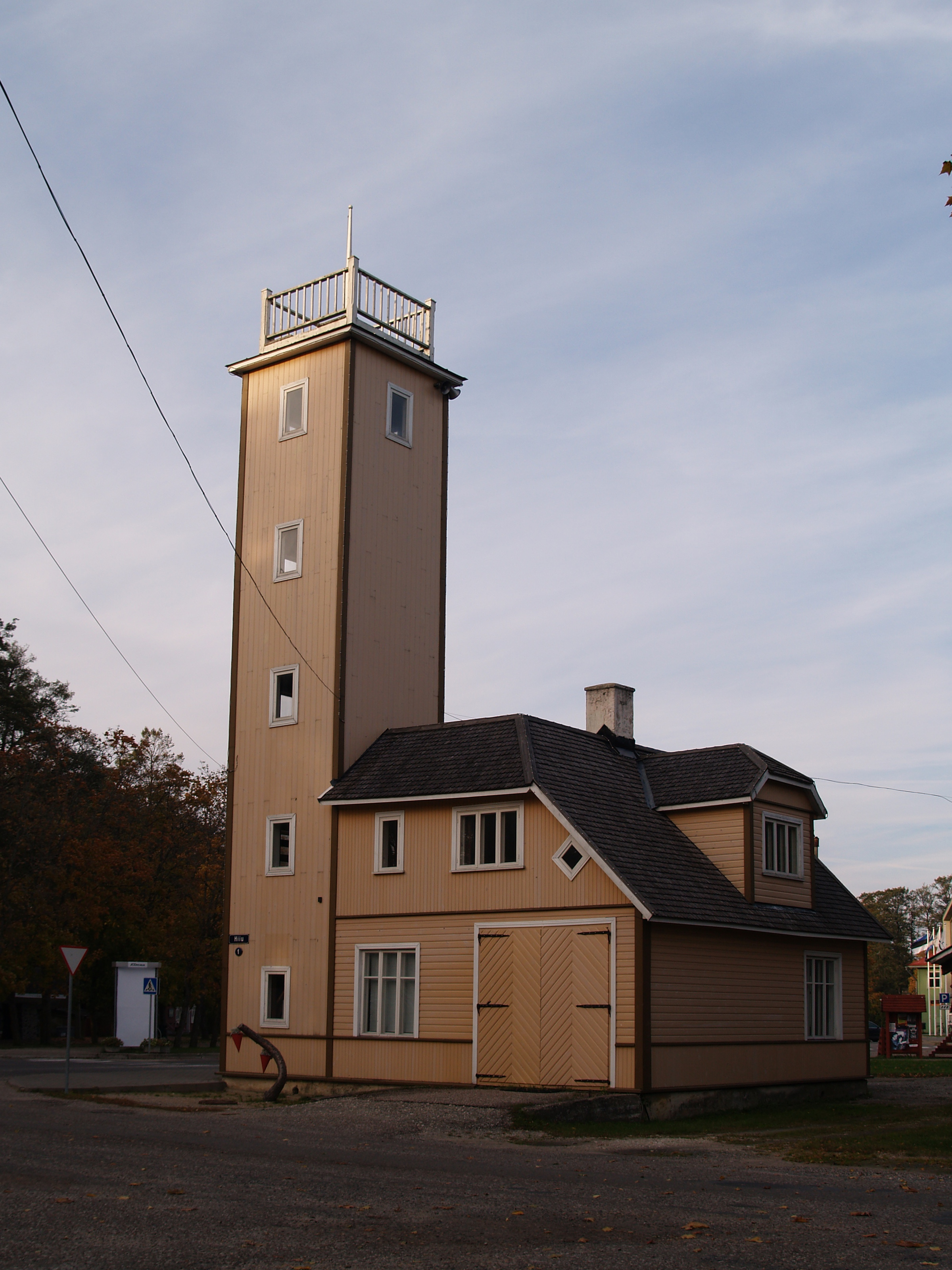
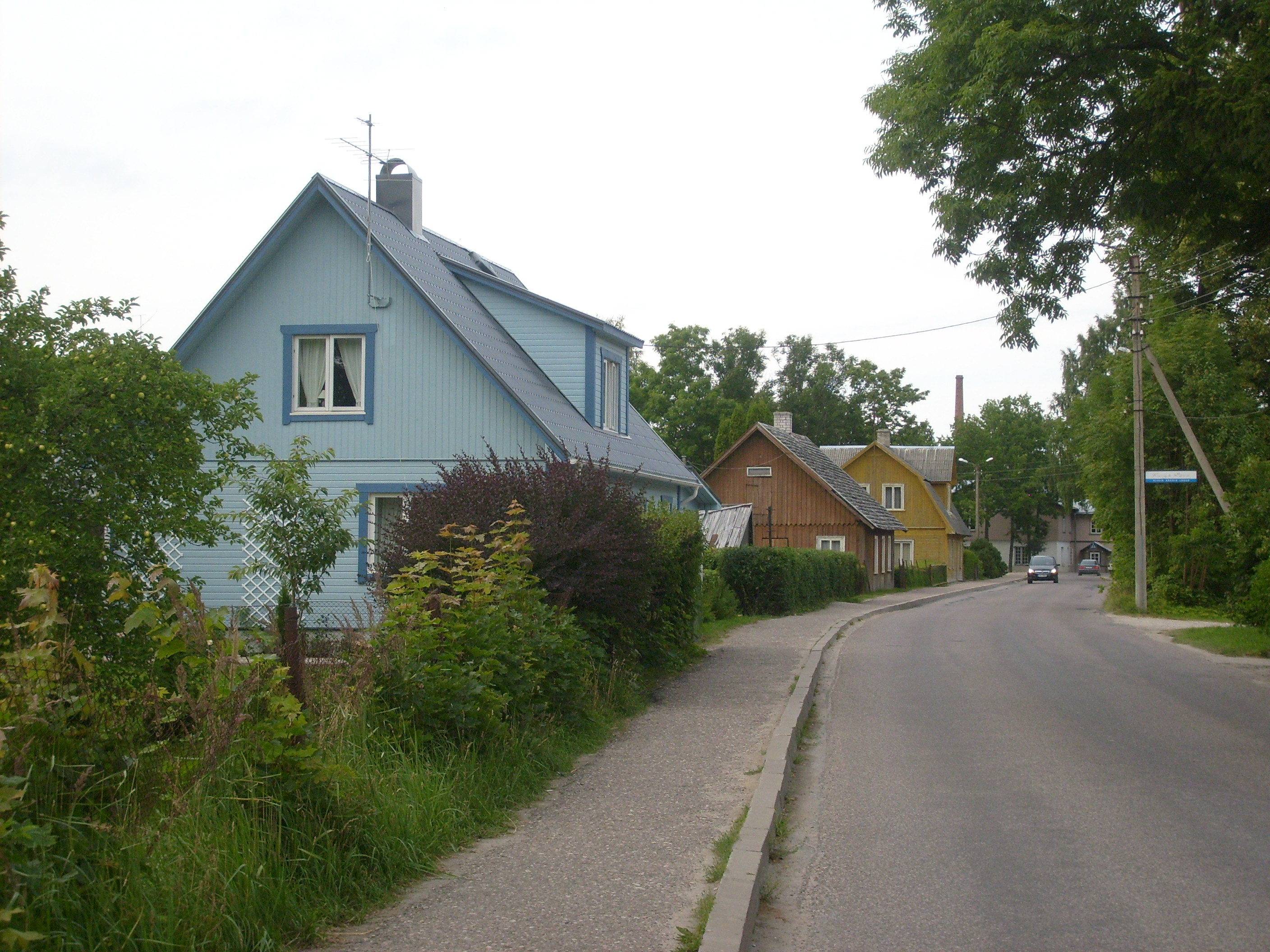

## شهرهای خواهرخوانده
- - جرجیوپولی, یونان[۲]